# P0WER-悪霊退散-
「P0WER-悪霊退散-」（パワー -あくりょうたいさん-）は、-真天地開闢集団-ジグザグの楽曲。2枚目のシングルとして2025年8月20日にGIZA studio傘下のレーベルCRIMZONから発売された。

## 概要
前作「帰りたいけど帰れない」より約7年ぶりのCDシングルとなる。
表題曲「P0WER-悪霊退散-」は、テレビアニメ『地獄先生ぬ～べ～』のオープニングテーマとして書き下ろされており、ジグザグ初のアニメソングタイアップなった。
2015年12月26日に発売した会場限定盤『十六夜』に「悪霊退散」という楽曲が収録されているがそれとは全く別の楽曲である。
2024年7月3日放送のラジオ番組『ジグザグ 命 -mikoto- の【みこラジ】』にて表題曲のフルコーラスが初オンエアされ、7月9日に先行配信された。
地獄先生ぬ～べ～盤のみではあるが、CDシングル作品として本作で初めて表題曲のオフボーカルver.が収録された。

## 収録内容
| 全作詞・作曲・編曲: 命-mikoto-。 |                        |            |            |      |
| #                                | タイトル               | 作詞       | 作曲・編曲 | 時間 |
| 1.                               | 「P0WER-悪霊退散-」    | 命-mikoto- | 命-mikoto- | 3:53 |
| 2.                               | 「WAN WAN WONDERLAND」 | 命-mikoto- | 命-mikoto- | 3:33 |
| 合計時間:                        | 合計時間:              | 7:26       |            |      |

| 全作詞・作曲・編曲: 命-mikoto-。 |                                   |            |            |      |
| #                                | タイトル                          | 作詞       | 作曲・編曲 | 時間 |
| 1.                               | 「P0WER-悪霊退散-」               | 命-mikoto- | 命-mikoto- | 3:53 |
| 2.                               | 「P0WER-悪霊退散-」(TV size ver.) | 命-mikoto- | 命-mikoto- | 1:33 |
| 3.                               | 「P0WER-悪霊退散-」(Off Vo.)      | 命-mikoto- | 命-mikoto- | 3:53 |
| 合計時間:                        | 合計時間:                         | 9:19       |            |      |

## 楽曲解説
P0WER-悪霊退散-
テレビアニメ『地獄先生ぬ～べ～』のオープニングテーマ。
命によると「当時のOP曲の要素を遊び心で少し取り入れた」といい、曲中に所々1996年版ぬ～べ～の主題歌であるFEEL SO BAD『バリバリ最強No.1』をオマージュしている箇所がある。
WAN WAN WONDERLAND
犬をテーマにした思わず踊り出したくなるような曲となっている。
初回限定盤および通常盤にのみ収録となっており、地獄先生ぬ～べ～盤には未収録となる。

## タイアップ
| 年     | 楽曲            | タイアップ                                         |
| ------ | --------------- | -------------------------------------------------- |
| 2025年 | P0WER-悪霊退散- | テレビアニメ『地獄先生ぬ～べ～』オープニングテーマ |